# Helga Haller von Hallerstein
Helga Gräfin Haller von Hallerstein (* 31. März 1927 in Šahy, Tschechoslowakei als Helga Kaulich; † 11. Mai 2017 in Frankfurt am Main) war eine deutsche Politikerin (CDU). Sie war von Dezember 1993 bis Juli 1994 Mitglied des Europäischen Parlaments.

## Leben
Helga Kaulich wurde 1927 in Šahy in der damaligen Tschechoslowakei geboren und heiratete ein Mitglied der Adelsfamilie Haller von Hallerstein. 1950 erwarb sie ein Diplom als Modedesignerin.

## Politik
Haller von Hallerstein kandidierte auf Platz 4 der hessischen CDU-Landesliste zur Europawahl 1989 und rückte am 27. Dezember 1993 für den verstorbenen Abgeordneten Bernhard Sälzer in das Europäische Parlament nach. Dort war sie Mitglied der EVP-Fraktion und des Ausschusses für Energie, Forschung und Technologie sowie der Delegation für die Beziehungen zu der tschechischen Republik und der slowakischen Republik. Nach der Europawahl 1994 schied sie aus dem Parlament aus.
Von 1973 bis 1975 war sie Mitglied des Ortsbeirates 9 in Frankfurt am Main und anschließend bis 1993 Mitglied der Frankfurter Stadtverordnetenversammlung.